# Анна Палеолог (регент Эпира)
Анна Палеолог (греч. Ἅννα Παλαιολογίνα) — жена эпирского деспота Иоанна Орсини. Правительница Эпира при своем малолетнем сыне Никифоре II Орсини в 1335—1337 гг. После захвата Эпира византийским императором Андроником III, Анна вышла замуж за валонского деспота Иоанна Комнина Асеня около 1350 г.

## Биография
Анна Палеолог была дочерью византийского аристократа, протовестиария Андроника Ангела Палеолога, внука эпирского деспота Михаила II Комнина Дуки и византийского императора Михаила VIII Палеолога.
Она вышла замуж за деспота Эпира Иоанна Орсини около 1323 года. Вместе у пары были: сын Никифор II Орсини и дочь Фомаида Орсини. В то время в Эпирском деспотате происходила борьба между представителями византийской, итальянской и анжуйской партий. Сам эпирский деспот признал себя вассалом анжуйцев.
В результате этой политической нестабильности Анна отравила своего мужа в 1335 или в 1336 году и приняла власть в Эпирском деспотате в качестве регента при своем несовершеннолетнем сыне Никифоре II. Анна признала византийский сюзеренитет, надеясь сохранить независимость Эпира. Однако власть деспотины продержалась недолго.
В 1337 году византийский император Андроник III Палеолог прибыл в Северный Эпир, намереваясь установить власть над всем регионом. Анна Палеолог пыталась начать переговоры, но Андроник потребовал полную капитуляцию Эпирского деспотата, на которую она согласилась. Византийским губернатором Эпира стал Феодор Синадин. Анна была увезена в Фессалонику. 
В 1339—1340 гг. в Эпире произошел мятеж. В регион вернулся Никифор II Орсини. Эпироты присягнули ему на верность и изгнали византийцев из своего государства. В 1341 году Анне Палеолог удалось бежать из Фессалоник и добраться до эпирской столицы Арты. Однако к тому моменту императору Андронику III удалось подавить мятеж, и местный византийский губернатор Иоанн Ангел заключил Анну под домашний арест.
Во время гражданской войны в Византии (1341—1347), Эпир был завоеван сербами под руководством царя Стефана Душана. Анна Палеолог была освобождена и приблизительно в 1350 году она вышла замуж за валонского деспота Иоанна Комнина Асеня. После его смерти, в 1363 году, она отправилась жить со своей дочерью в Фессалийский город Трикала. О дальнейшей судьбе Анны больше ничего не известно.